# Tornyiszentmiklós
Tornyiszentmiklós è un comune dell'Ungheria di 697 abitanti (dati 2001). È situato nella contea di Zala.